# William Carlile Arnold

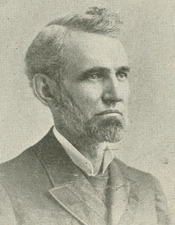
William Carlile Arnold (1896)

William Carlile Arnold (* 15. Juli 1851 in Luthersburg, Clearfield County, Pennsylvania; † 20. März 1906 in Muskegon, Michigan) war ein US-amerikanischer Politiker. Zwischen 1895 und 1899 vertrat er den Bundesstaat Pennsylvania im US-Repräsentantenhaus.

## Werdegang
William Arnold besuchte die öffentlichen Schulen seiner Heimat und studierte danach an der Phillips Academy in Andover (Massachusetts). Nach einem anschließenden Jurastudium und seiner 1875 erfolgten Zulassung als Rechtsanwalt begann er im Clearfield County in diesem Beruf zu arbeiten. Gleichzeitig schlug er als Mitglied der Republikanischen Partei eine politische Laufbahn ein.
Bei den Kongresswahlen des Jahres 1894 wurde Arnold im 28. Wahlbezirk von Pennsylvania in das US-Repräsentantenhaus in Washington, D.C. gewählt, wo er am 4. März 1895 die Nachfolge des Demokraten George Frederic Kribbs antrat. Nach einer Wiederwahl konnte er bis zum 3. März 1899 zwei Legislaturperioden im Kongress absolvieren. In diese Zeit fiel der Spanisch-Amerikanische Krieg von 1898. Im Jahr 1898 wurde er nicht wiedergewählt.
Nach dem Ende seiner Zeit im US-Repräsentantenhaus praktizierte William Arnold wieder als Anwalt. Er starb am 20. März 1906 während einer Geschäftsreise in Michigan und wurde in Curwensville beigesetzt.